# Schendylops paulista
Schendylops paulista är en mångfotingart som först beskrevs av Henri W. Brölemann 1905.  Schendylops paulista ingår i släktet Schendylops och familjen småjordkrypare. Inga underarter finns listade i Catalogue of Life.